# La mer à boire
La mer à boire è un film francese del 2011 diretto da Jacques Maillot.